# Cyril Wright
Cyril Macey Wright (* 17. September 1885 in London; † 26. Juli 1960 in Bournemouth) war ein britischer Segler.

## Erfolge
Cyril Wright, der beim Royal Burnham Yacht Club segelte, wurde 1920 in Antwerpen bei den Olympischen Spielen in der 7-Meter-Klasse Olympiasieger. Er war Skipper und Co-Eigner der Ancora, deren Crew aus Robert Coleman, William Maddison und Wrights Ehefrau Dorothy Wright, die mit dem norwegischen Boot Fornebo von Skipper Johan Faye lediglich einen Konkurrenten hatte. Die Fornebo gewann die erste Wettfahrt, doch die Ancora sicherte sich jeweils den Sieg in der zweiten und dritten Wettfahrt und schloss die Regatta dadurch auf dem ersten Platz ab.
Während des Ersten Weltkriegs diente Wright in der Royal Naval Volunteer Reserve. 1917 heiratete er Dorothy Wright während eines Heimaturlaubs. Ihr Vater, Cyril Wrights Schwiegervater Percy Machin, war Miteigner der Ancora. Nachdem sich Wright, der als Schiffbauingenieur in London tätig war, zur Ruhe setzte, verbrachte er seinen Ruhestand mit seiner Frau in Poole.